# 강시원
강시원(1996년 5월 16일 ~ )은 대한민국의 가수다. 2019년 싱글 앨범 [CLICK CLICK]으로 데뷔했다.

## 방송
- PRODUCE 101 (2016) - 발표순위 36위

## 음반
- CLICK CLICK (2019)
- SUPA DIVA (2019)

### 페어리즈
- 너에게로 피어나 (2023)